# Stuart Lewis-Evans
Stuart Lewis-Evans,  britanski dirkač Formule 1, * 20. april 1930, Luton, Bedfordshire, Anglija, Združeno kraljestvo, † 25. oktober 1958, East Grinstead, Sussex, Anglija, Združeno kraljestvo.
Stuart Lewis-Evans je pokojni britanski dirkač Formule 1. Debitiral je v sezoni 1957 in že na svoji prvi dirki za Veliko nagrado Monaka je dosegel svojo prvo uvrstitev med dobitnike točk s četrtim mestom. V tej sezoni je dosegel še peto mesto na Veliki nagradi Pescare in svoj prvi najboljši štartni položaj na zadnji dirki sezone za Veliko nagrado Italije, kjer pa je odstopil. V naslednji sezoni 1958 je na Veliki nagradi Nizozemske dosegel še svoj drugi in zadnji najboljši štartni položaj, ob enem četrtem mestu pa je na Velikih nagradah Belgije in Portugalske dosegel tretji mesti, svoja najboljša rezultata v kratki karieri. Namreč na zadnji dirki sezone za Veliko nagrado Maroka je doživel hudo nesrečo v kateri je njegov dirkalnik zaradi okvare motorja najprej močno treščil v ograjo, nato pa še zagorel. S helikopterjem je bil prepeljan v angleško bolnišnico, kjer pa je šesti dni kasneje umrl za posledicami nesreče.

## Popolni rezultati Formule 1
(legenda) (odebeljene dirke pomenijo najboljši štartni položaj, poševne pa najhitrejši krog, †-uvrščen kljub odstopu)
| Leto | Moštvo                   | Šasija           | Motor              | 1   | 2       | 3       | 4       | 5     | 6       | 7     | 8       | 9     | 10      | 11      | Prv | Toč |
| ---- | ------------------------ | ---------------- | ------------------ | --- | ------- | ------- | ------- | ----- | ------- | ----- | ------- | ----- | ------- | ------- | --- | --- |
| 1957 | Connaught Engineering    | Connaught Type B | Alta Straight-4    | ARG | MON 4   |         |         |       |         |       |         |       |         |         | 12. | 5   |
| 1957 | Vandervell Products Ltd. | Vanwall          | Vanwall Straight-4 |     |         | 500     | FRA Ret | VB 7  | NEM Ret | PES 5 | ITA Ret |       |         |         | 12. | 5   |
| 1958 | Vandervell Products Ltd. | Vanwall          | Vanwall Straight-4 | ARG | MON Ret | NIZ Ret | 500     | BEL 3 | FRA Ret | VB 4  | NEM     | POR 3 | ITA Ret | MAR Ret | 9.  | 11  |